# Love Destiny
Love Destiny (Originaltitel: Bupphesanniwat บุพเพสันนิวาส) ist eine Fernsehserie aus Thailand von 2018, die auf dem thailändischen Channel 3 vom 21. Februar bis 11. April 2018 über 15 Folgen lief.
Mit Ranee Campen und Thanawat Wattanaputi als Hauptdarstellern wurde Love Destiny ein großer Hit in Thailand und war in ganz Asien populär, was zu einem Touristenboom an den Drehorten geführt hat.
Der Erfolg war insbesondere auf das aufwändige Drehbuch, die authentischen Kostüme und die Drehorte zurückzuführen und hat zu einer Renaissance von traditionellen thailändischen Gewändern geführt.
Die Serie spielt im Königreich Ayutthaya während der Regierungszeit von König Narai und ist eine Adaption des gleichnamigen Romans von Rompaeng, dem Pseudonym von Chanyawi Somprida. Der Roman bekam 2010 den „Seven book award“ und wurde mit diesem Lakhon von Broadcast Thai Television zum ersten Mal für das Fernsehen adaptiert. Das Script stammt von Sanlaya und wurde von dem Regisseur Pawat Panangsiri verfilmt.
Für 2021 ist eine zweite Staffel mit dem Titel Prom Likit (พรหมลิขิต) geplant.

## Handlung
Kadesurang (Ranee Campen) ist eine Archäologie-Studentin. Auf dem Weg zurück von einer Ausgrabung im Ayutthaya gerät sie zusammen mit ihrem Freund Rueng (Parama Imanothai) in einen Autounfall. Kadesurang wacht im Körper von Karakade (การะเกด) während der Herrschaft von König Narai (1656–1688) auf. Karakade ist die Tochter des Herrschers der Provinz Phitsanulok, der derzeit in Ayutthaya lebt, der Hauptstadt des Königreich Ayutthaya. Sie lebt in der Residenz von König Narais Hofastrologen, Chaophraya Horathibodi (เจ้าพระยาโหราธิบดี), der Vater ihres Verlobten, Det (เดช) (Thanawat Wattanaputi). Det ist ein Beamte des Außenministeriums, der den Adelstitel Muen Sunthon Thewa (หมื่นสุนทรเทวา) hält.
Kadesurang/Karakades exzentrisches Verhalten einer modernen Frau schockiert alle, aber ihre Freundlichkeit lässt sie am Ende die Herzen aller gewinnen. Besonders ihr Wissen über die Zeit erstaunt alle, während sie selbst das Wissen, das sie in der modernen Zeit erlernt hat, kritisch hinterfragt.
In die Geschichte eingebettet sind historisch belegte Gegebenheiten, wie die Siamesische Botschaft in Frankreich (1686) am Hof von König Ludwig XIV von Frankreich, mit Pan als Botschafter, oder die erfolgreiche Siamesische Revolution 1688 von Phra Phet Racha, König Narais fremdenfeindlichen Regenten, der die Macht ergriff, um die Christen im Königreich loszuwerden. Dieser Coup wurde von buddhistischen Mönchen und Narais eigener Tochter, Princessin Sudawadi unterstützt, und führte zur Hinrichtung von Phaulkon, der die Stelle des Prime Counsellor von Ayutthaya innehatte und den thailändischen Adelstitel Chao Phraya Wichayen (เจ้าพระยาวิชาเยนทร์) trug.

## Darsteller

### Hauptdarsteller
- Ranee Campen als Kadesurang / Karakade
- Thanawat Wattanaputi als Det, Sohn von Chaophraya Horathibodi und Champa
- Louis Scott als Constantine Phaulkon
- Susira Nanna als Maria Guyomar de Pinha, Phaulkons Ehefrau
- Parama Imanothai als Rueng / Ruengrit
- Kannarun Wongkajornklai als Lady Chanwat, Tochter von Lek und Nim

### Nebendarsteller
- Praptpadol Suwanbang als König Narai
- Sarut Vijittranon als Phra Phet Racha, Narais Regent
- Jirayu Tantrakul als Luang Sorasak, Phra Phet Rachas Sohn
- Nirut Sirijanya als Chaophraya Horathibodi, Narais Hofastrologe
- Chamaiporn Jaturaput als Lady Champa, Chaophraya Horathibodis Ehefrau
- Surasak Chaiat als Kosa Lek, Narais Außenminister
- Chartchai Ngamsan als Kosa Pan, Leks jüngerer Bruder
- Rachanee Siralert als Lady Nim, Leks Ehefrau
- Ampha Phoosit als Prik, Champas Diener
- Vimon Panchalijunha als Chuan, Champas Diener
- Janya Thanasawaangkoun als Phin, Karakades Diener
- Ramida Prapatsanobon als Yaem, Karakades Diener
- Witsarut Himmarat als Choi, Dets Diener

### Weitere Darsteller
- Paweena Chariffsakul als Kadesurangs Mutter
- Banjerdsri Yamabhaya als Kadesurangs Großmutter
- Tachaya Prathumwan als Phra Pi, Narais Adoptivsohn
- Natanop Chuenhirun als Si Prat, Dets älterer Bruder
- Thongkao Pattarachokechai als Marias Vater
- Suzana Renaud als Clara, Marias Dienerin
- Wariya Thaisaet als Claudia, Marias Dienerin
- Watcharachai Sunthornsiri als Achan Chi Pa Khao (White-Robed Master)
- Wiksawaweet Wongwannlop als Luang Si Yot, Narais Minister
- Peter Tuinstra als Simon de La Loubère

## Soundtrack
- "Bupphesanniwat" (บุพเพสันนิวาส), Titelmusik von Saranyu Winaipanit
- "Phiang Sop Ta" (เพียงสบตา; Just Eye Contact), Endtitel von Sarunrat Dean
- "Ochao Oei" (ออเจ้าเอย; "Thou Oh Thou") von Pete Pol
  - Extraversion von Thanavat Vatthanaputi
- "Thoe No Thoe" (เธอหนอเธอ; "You Oh You") von Wathiya Ruangnirat
  - Extraversion von Ranee Campen